# Óvári sajt

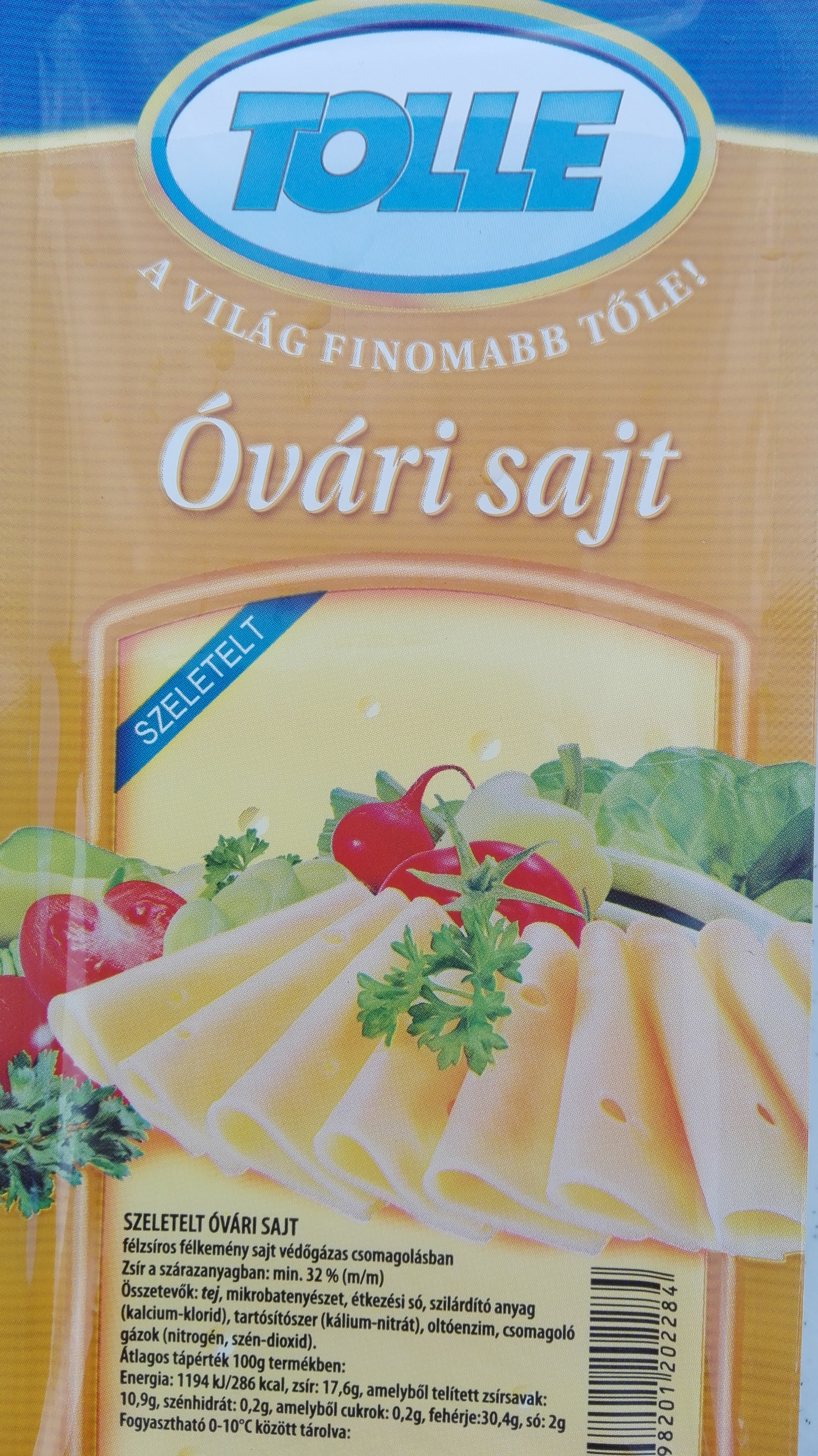

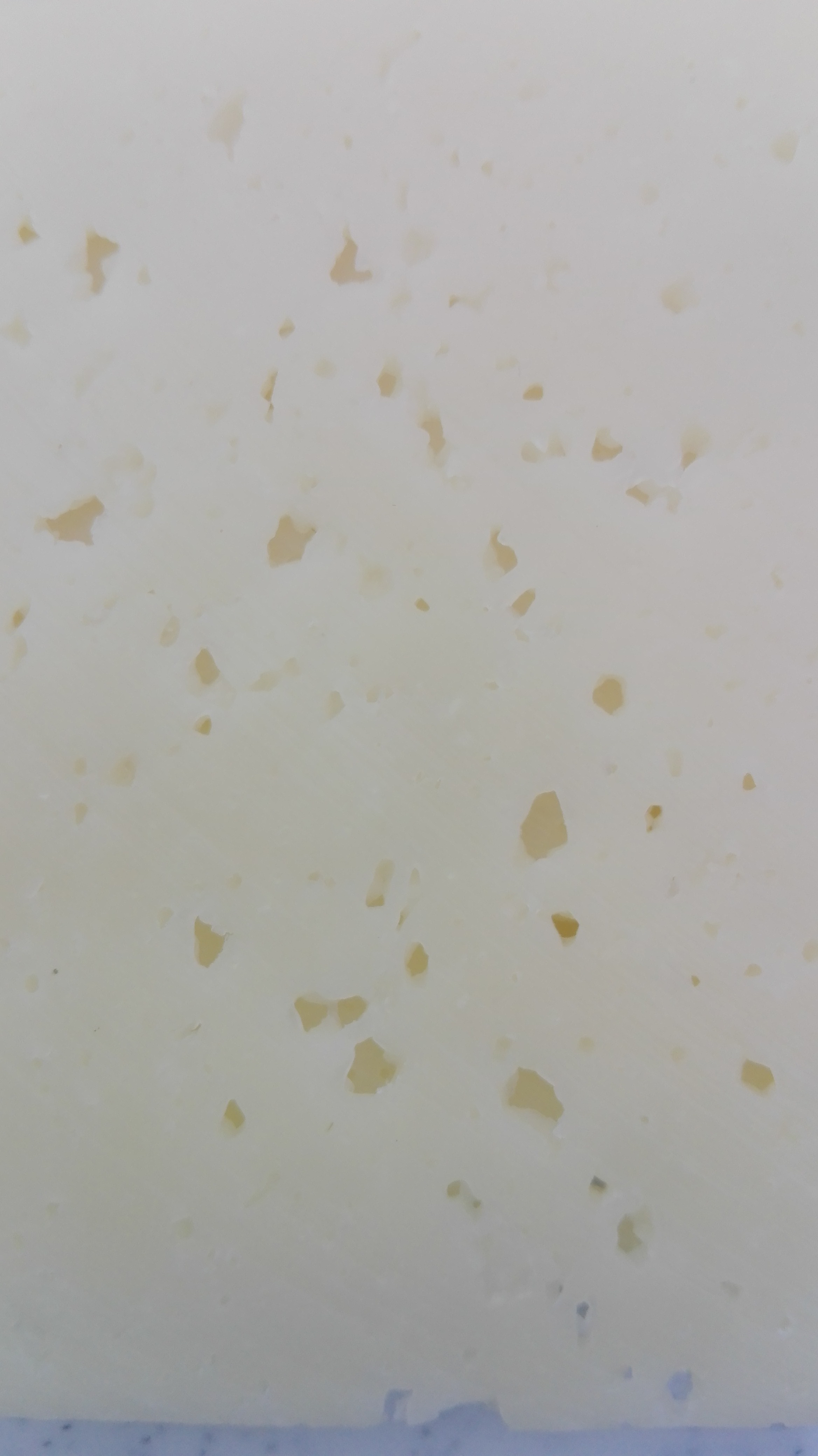

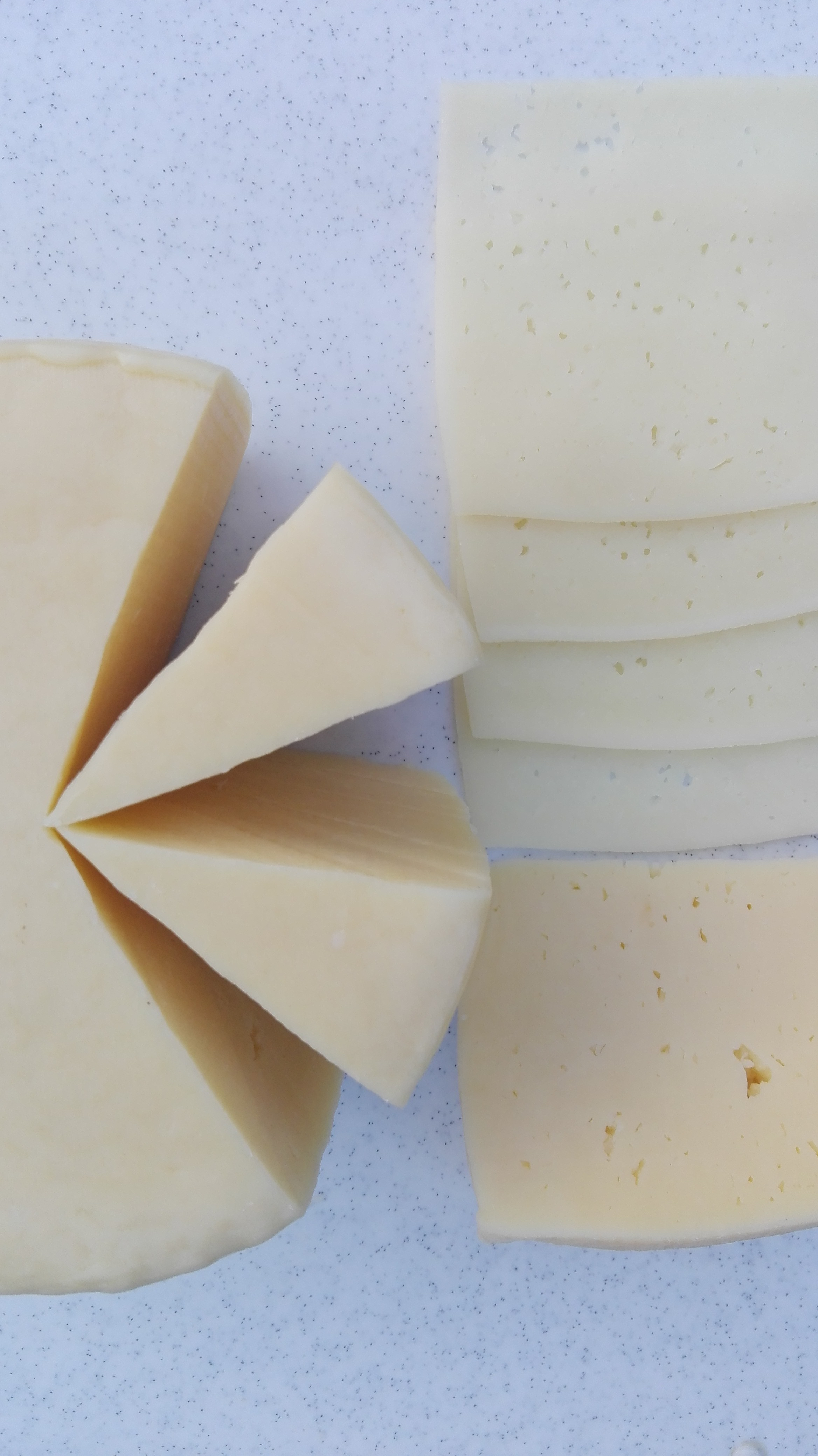

Az óvári sajt jellegzetes érzékszervi tulajdonságú, oltós alvasztású, érlelt, sózott, félkemény, röglyukas sajt. Tehéntejből, tejsavbaktérium-színtenyészettel, alvasztóenzim és kalcium-klorid, valamint kálium- vagy nátrium-nitrát hozzáadásával készül.
Nevét Magyaróvárról kapta, ahol legelőször gyártották.
Gyártója az Óvártej Zrt. (1997. augusztus 15 előtt Óvártej Kft.), mely a sajtgyártók közül az egyik legrégebben alapított, ma is működő cég.

## Története
Az óvári sajtot 1903 körül a Mosonmegyei Tejszövetkezet és Ujhelyi Imre, aki a Tejszövetkezet Tejkísérleti Állomásának vezetője volt kísérletezték ki. 
Mivel kiváló minőségű sajtot, csak kiváló minőségű tejből lehet előállítani, ezért a sajtüzem kiválasztásának két nagyon fontos tényezője volt: egyrészről a Szigetköz és a Rába vonalában húzódó remek természeti környezet, valamint a kiemelkedő szakmai háttér, melyet az agráregyetem  kutatói biztosítottak.
A tilsiti sajt mintájára készült, melynek technológiáját Ujhelyi Németországban tanulta. 
A két sajt között nagyjából annyi különbség volt, hogy a tilsiti sajtot préseléssel készítették, a tésztáját színezték, míg az óvári sajtot nem préselték és a tésztáját sem színezték.
Az óvári sajt hamar ismert és kedvelt sajt lett Magyarországon. Eleinte 3 kg-os, négyszögletes változata terjedt el, később az 5 kg-os, korong alakra tértek át.
Külföldre egyre több óvári sajtot exportálnak, például Ausztriába,  Németországba, Olaszországba, Szlovéniába, valamint több keleti országba is.

## Felhasználható anyagok
- Tehéntej
- Tejszín, savószín
- Tejsűrítmény
- Tejpor
- Tejfehérje-koncentrátum
- Részben fölözött tej, részben sovány tej, vagy mindkettő
- Tejsavbaktérium-színtenyészetek
- Alvasztóenzim, például rennin
- Víz
- Adalékanyagok
- Étkezési só[1]

## Jellemzői
Az egész sajt korong, vagy hasáb alakú, fóliába csomagolt, az alja és a teteje sík, az oldala enyhén kidomborodó. Kérge nincs, felülete halványsárga színű száraz, esetleg enyhén zsíros.
Szeletelve szabályos alakú darabok, vagy szeletek, melyekre a csomagolás a vákuum hatására rásimul.
Állaga félkemény, hajlíthatóan rugalmas, nem morzsálódó, a szájban elomló. Illata, zamata kellemes, enyhén aromás, savanykás, jellegzetesen telt, érettebben erőteljesebb. Kellemesen sós.
A sajt belseje egyformán világos, szalmasárga színű.
Jól vágható, tésztája sűrűn lyukas, felvágva arányosan eloszlik a szabálytalan, kis- és közepes méretű röglyuk.
Zsírtartalma, így kalóriatartalma is alacsonyabb, ezért kímélő étrend alkalmazása esetén is fogyasztható. Magas fehérjetartalma miatt nagyon tápláló.

## Tápérték és kalória[11][12]
|            | 100 g    |
| ---------- | -------- |
| Energia    | 1226 KJ  |
| Kalória    | 292 kcal |
| Fehérje    | 29,6 g   |
| Szénhidrát | 1,7 g    |
| Zsír       | 18,5 g   |

## Megjelenési formái[1]
| Alak   | Méret                                         | Tömeg  |
| ------ | --------------------------------------------- | ------ |
| Korong | átmérő: 26-28 cm magasság: 7-9 cm             | 4-6 kg |
| Hasáb  | átmérő: 22-30 cm magasság, szélesség: 8-14 cm | 2-4 kg |

## Összetételi követelmények[1]
- Szárazanyag-tartalom minimum 56,0% (m/m) (zsíros), 53,0% (m/m) (félzsíros)
- Zsírtartalom a szárazanyagban minimum 45,0% (m/m) (zsíros), 32,0% (m/m) (félzsíros)

## Jelölés[1]
A jogszabályokban előírtakon kívül az alábbiakat kell a terméken feltüntetni: 
- a az állományjellemző csoportnevet
- a termék zsírfokozatát
- a szárazanyagra vonatkoztatott zsírtartalmat

## Felhasználása
Hideg ételekhez, hidegtálakhoz, tésztákhoz és süteményekhez, valamint kirántva is kiváló.

## Készítése házilag[7]
Jó minőségű sajtot csak kiváló minőségű tejből lehet készíteni, így ennek beszerzése kiemelkedően fontos. 
A tejet 30 percig 63–65 °C-on kell melegíteni. Ezt a hőmérsékletet legegyszerűbben úgy lehet megtartani, ha a tejjel teli edényt vizes lábasba helyezik. A melegítési idő letelte után vízfürdőben 32 °C-ra vissza kell hűteni.
A sajtkultúrát kevés langyos tejben alapos homogenizálással fel kell oldani, majd 10–15 percig állni hagyni, ezután a 32 °C-os tejhez keverni. 
30 percnyi pihentetéssel érlelődik a tej. Közben 1–1,5 ml lizozim enzimet kell keverni még bele az esetleges kései, vajsavas felpuffadás elkerülésére, mely hatására kellemetlen szagú és ízű lenne a sajt. 
1–2 perc alatt a tejet jól átmozgatva, 3,5 ml folyékony tejoltót kell keverni hozzá, majd lefedve 30–35 percig keverés nélkül állni hagyni. Ennyi idő alatt megalvad a tej. 
Körülbelül 2x2 cm nagyságú kockákra vágva, 4-5 percnyi állás után a savó egy része kifolyik az alvadékból, ezután még további darabolás szükséges. Minél kisebbek lesznek a darabok, annál szárazabb lesz a sajt. Fontos, hogy vágva legyen, ne törve, mert így lesz rugalmas a tészta állaga. 
A savós összevágott alvadékot 15–20 percig lassan kevergetni kell (ezen időszak alatt egyenletes fehérjebevonat alakul ki a felületén), majd a tejsavó kb. 30–40%-át el kell távolítani az edényből. Újabb megkeverés, majd lassan, folyamatos mozgatás mellett 15–20 perc alatt 55 C°-os vízzel vegyítés következik. Ha már elég szilárd, körülbelül 10 perc alatt leülepszik az edény aljára, a tetején összegyűlt savót ekkor le kell szedni. Ezután az alvadékot kézzel átmozgatva 5–6 percig hűteni kell, ennek hatására már nem fognak a szemek szorosan összetapadni, melynek következtében röghézagok alakulnak ki. 
A sajtformákat sajtkendőkkel ki kell bélelni (ez segít az érlelésben, a kéregkezelésben, de a sajt felülete is szebb lesz tőle), az alvadékot bele kell nyomkodni, kézbe kell borítani, majd fordítva vissza kell tenni a formába. Préslapot helyezve rá a sajtot össze kell nyomni, először 10 percig a saját súlyával megegyező súllyal. Az idő letelte után a sajtot át kell fordítani, majd a súlyától kétszer nehezebb súlyú nehezékkel össze kell nyomni. Ezután a forgatási időt folyamatosan ritkítva (30, majd 60, majd 120 perc alatt) növelni kell a súlyt előbb az 5-szörösére, majd a 10-szeresére. A préselés teljes időtartama 6–8 óra. A baktériumok megfelelő működéséhez fontos a hőmérséklet 22–24 C°-on való tartása. 
A sózást lehet végezni száraz sóval, de vizes sóoldattal is. A só soha ne legyen jódos. A sózóhelyiség ideális hőmérséklete 15–16 C°. Vizes sózásnál 20 dkg sót 1 liter 15–16 C°-os vízben kell feloldani, majd 5-6 órát kell áztatni benne a sajtot, ezután megfordítva a másik oldalára újabb 5-6 óra áztatás következik. 
Száraz sózásnál 3 napon át a sajt minden oldalát be kell dörzsölni sóval.
A sózás befejezése után a sajt felületét szárazra kell törölni és 15–16 °C-os, 85–90 % páratartalmú helyiségben kell érlelni. Már 3–4 hetes érlelés után finommá válik, de tovább érlelve még ízletesebb lesz.